# Tim Fraser

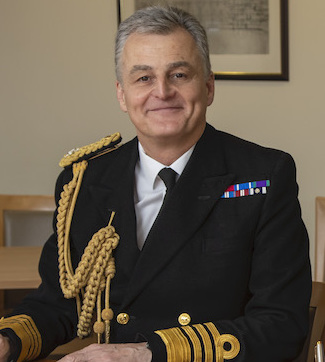
Admiral Sir Tim Fraser (4. Februar 2020)

Sir Timothy „Tim“ Peter Fraser, KCB, ADC ist ein britischer Seeoffizier der Royal Navy, der zuletzt als Admiral von 2019 bis 2022 Vize-Chef des Verteidigungsstabes (Vice-Chief of the Defence Staff) der Streitkräfte des Vereinigten Königreichs (British Armed Forces) war.

## Leben

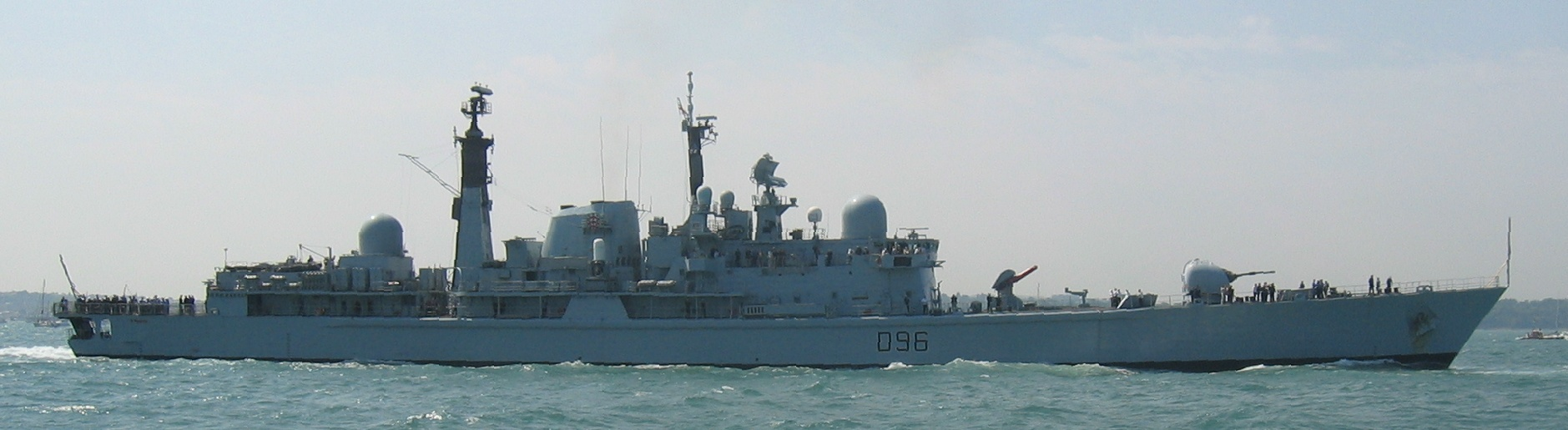
Fraser war Kapitän zur See (Captain) unter anderem von 1997 bis 1998 Kommandant des Zerstörers Gloucester (Schiff, 1985).

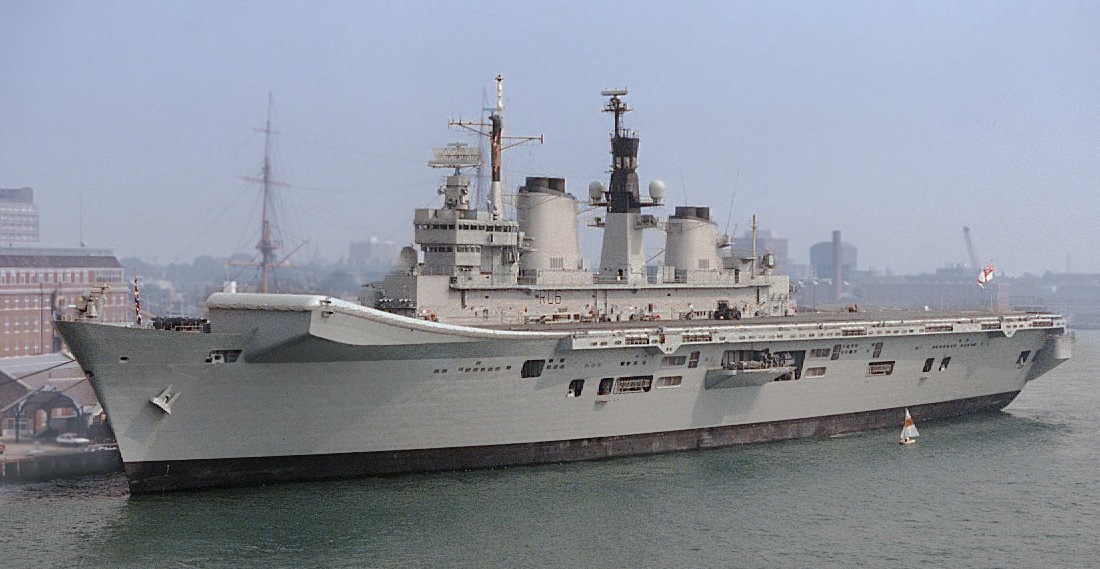
Als Captain war Fraser von Juli 2006 bis November 2007 auch Kommandant des Flugzeugträgers Illustrious.

Timothy „Tim“ Peter Fraser besuchte die 1575 gegründete Lord Williams’s School in Oxfordshire und trat 1982 in die Royal Navy ein. Zwischen Einsätzen auf See und operativen Einsätzen war er in verschiedenen Funktionen an Land tätig, vor allem aber im zentralen Stab des Verteidigungsministeriums (Ministry of Defence). In seinen zahlreichen Verwendungen war er zwischen 1989 und 1991 Kommandant des Patrouillenbootes Archer sowie von 1997 bis 1998 Kommandant des Zerstörers Gloucester. Als Kommandant des Zerstörers Cardiff von 2001 bis 2003 fungierte er zwischen Juni 2001 und Februar 2002 zugleich als Kommandeur des 5. Zerstörergeschwaders (5th Destroyer Squadron). Nachdem er von Juli 2006 bis November 2007 Kommandant des Flugzeugträgers Illustrious war, fungierte er im Verteidigungsministerium als Commodore zwischen Dezember 2007 und Mai 2010 als Direktor für Marineplanung (Director of Naval Plans). Im Anschluss übernahm er von Mai 2010 bis November 2011 den Posten als Kommandeur der britischen Marineverbände im Persischen Golf (UK Maritime Component Command) im Marinestützpunkt Juffair in Bahrain.
Am 16. Januar 2012 wurde Fraser zum Rear Admiral befördert und war zwischen Oktober 2012 und Januar 2014 Leitender Militärberater des US-Zentralkommandos CENTCOM (US Central Command) in Tampa. Nach seiner Rückkehr fungierte er von Februar 2014 bis Januar 2017 Assistierender Chef des Verteidigungsstabes für Fähigkeits- und Streitkräfteentwürfe (Assistant Chief of the Defence Staff, Capability and Force Design Most) und legte als solcher den Schwerpunkt auf der Überprüfung der strategischen Verteidigung und Sicherheit 2015. Für seine Verdienste wurde er am 13. Juni 2015 zum Companion des Order of the Bath (CB) ernannt. Am 26. Juni erfolgte seine Beförderung zum Vice Admiral, woraufhin er als Nachfolger von Lieutenant General John Lorimer zwischen Juni 2017 und seiner Ablösung durch Vizeadmiral Ben Key im Mai 2019 Chef für gemeinsame Operationen im Ständigen Gemeinsamen Hauptquartier (Chief of Joint Operations, Permanent Joint Headquarters) war.
Zuletzt wurde Tim Fraser im Mai 2019 zum Admiral befördert und wurde daraufhin Nachfolger von General Sir Gordon Messenger als Vize-Chef des Verteidigungsstabes (Vice-Chief of the Defence Staff) der Streitkräfte des Vereinigten Königreichs (British Armed Forces). In dieser Verwendung war er bis zu seiner Ablösung durch General Gwyn Jenkins im September 2022 Stellvertreter des Chefs des Verteidigungsstabes (Chief of the Defence Staff), General Sir Nick Carter (1. Juni 2018	bis 30. November 2021) beziehungsweise Admiral Sir Tony Radakin (seit 30. November 2021). Während seiner dortigen Verwendung wurde er für seine Verdienste zum 10. Oktober 2020 als Knight Commander des Order of the Bath (KCB) nobilitiert, wodurch er fortan den Namenszusatz „Sir“ führte. Am 1. Dezember 2022 trat er nach vierzig Dienstjahren schied er aus dem aktiven Militärdienst aus und wurde auf die Ruhestandsliste (Retired List) versetzt. Aus seiner Ehe mit Alison Fraser gingen vier Kinder hervor.